# تقی‌آباد (فریمان)
تقی‌آباد ، روستایی از توابع بخش قلندرآباد در استان خراسان رضوی ایران

## جمعیت
این روستا در دهستان قلندرآباد قرار دارد و براساس سرشماری مرکز آمار ایران در سال ۱۳۸۵، جمعیت آن ۱٬۶۸۵ نفر (۳۷۷خانوار) بوده‌است.اما الان در این روستا با توجه به آمار دهی جدید تختی آباد [تقی آباد] جمعیت بالا ۴ هزار نفر را هم دارد